# Nucifraga multipunctata
La nocciolaia del Kashmir (Nucifraga multipunctata Gould, 1849) è un uccello Passeriforme della famiglia dei Corvidi.

## Etimologia
Il nome scientifico della specie, multipunctata, deriva dal latino e significa "dai molti punti, chiaro riferimento alla livrea di questi uccelli.

## Descrizione

### Dimensioni
Misura 35 cm di lunghezza, per 155-177 g di peso.

### Aspetto
Si tratta di uccelli dall'aspetto robusto, muniti di grossa testa arrotondata con becco conico forte e allungato, lunghe ali digitate, zampe forti e coda squadrata: nel complesso, la nocciolaia del Kashmir appare molto simile alla nocciolaia eurasiatica, dalla quale differisce per la maggior estensione del bianco sul corpo, per la tonalità più scura del bruno delle penne e soprattutto per la coda più lunga in proporzione al corpo.
Il piumaggio è di color caffè su fronte, vertice, nuca, e coda: le copritrici sono quasi nere con orlo bianco, e dello stesso colore sono le remiganti, sebbene con orlo bianco molto poco marcato. Il resto delle penne di testa (ad eccezione dell'area fra narice ed occhio, di colore bianco), dorso, ali, petto e ventre (ad eccezione del sottocoda e della superficie inferiore della coda, che anche in questo caso sono del tutto bianchi) sono brune con la metà distale biancastra, a dare all'animale un aspetto "pralinato" di bianco.
Il becco e le zampe sono di colore nerastro, mentre gli occhi sono di colore bruno scuro.

## Biologia
Si tratta di uccelli dalle abitudini di vita diurne e solitarie, molto timidi, che passano la maggior parte della giornata fra gli alberi alla ricerca di cibo, scendendo anche al suolo per reperirlo.
Il richiamo della nocciolaia del Kashmir ricorda quello della nocciolaia eurasiatica, rispetto al quale è ancora più aspro.

### Alimentazione
La dieta di questi uccelli è composta soprattutto di frutta a guscio (in particolar modo pinoli, ma anche ghiande, noci e nocciole), il cui involucro viene frantumato col forte becco appuntito: fanno verosimilmente parte della sua dieta (ancora non del tutto studiata) anche insetti ed altri invertebrati. 

### Riproduzione
La stagione riproduttiva di questi uccelli si estende da maggio a luglio, molto verosimilmente cominciando già verso la fine di febbraio: pur mancando dati in merito, si ritiene che essa non differisca in maniera significativa, per modalità e tempistica, rispetto a quanto osservabile nelle specie congeneri.

## Distribuzione e habitat
La nocciolaia del Kashmir, a dispetto del nome, non è endemica del Kashmir, ma abita un'area che va dall'Afghanistan orientale (Paktia nord-orientale, Nuristan) all'India nord-occidentale (fino al Lahul), forse sconfinando nell'adiacente Tibet sud-occidentale, attraverso il Pakistan centro-settentrionale (a nord di Zhob) ed appunto il Kashmir.
L'habitat di questi uccelli è rappresentato dalle pinete montane e dai boschi misti di sempreverdi e querce.

## Tassonomia
In passato, la nocciolaia del Kashmir è stata considerata una sottospecie della nocciolaia eurasiatica, col nome di Nucifraga caryocatactes multipuntata: le differenze morfologiche, tuttavia, unite ad alcune piccole differenze comportamentali (le due specie vivono in parapatria nei monti Pir Panjal, senza dar luogo a ibridazione) e verosimilmente genetiche. hanno portato gli studiosi a decretarne l'elevazione al rango di specie a sé stante.